# Kosztka János Tivadar
Kosztka János Tivadar (Lugos, 1740 körül – 1822.) vízépítő mérnök, térképész.

## Életpályája
Az osztrák hadmérnöki akadémia elvégzése után, 1763-ban Maximilian Fremaut geodéta-hadmérnök mellé került gyakornokként. 1763-tól egyik temesi térképén a Béga-csatorna terve látható. 1785 körül a Maros felvételén dolgozott. 1788-ban átvette a nagyváradi igazgatóság vezetését.
A Temesköz vízviszonyainak rendezésével kimagasló érdemeket szerzett. Később kamarai igazgató-mérnök is volt. Kezdetben a Temes és Bega, majd a Maros szabályozásával foglalkozott. Kéziratos térképei és jegyzetei az Országos Levéltárban, valamint a temesvári agrármeliorizációs hivatal régi iratanyagában találhatók.